# 光和
光和（こうわ）は、後漢の霊帝劉宏の治世に行われた3番目の元号。178年 - 184年。光和7年は12月に改元されて中平元年となった。

## 出来事
- 元年3月：熹平7年を光和と改元。西邸にて売官が始められる。
- 3年：何氏を皇后に立てる（何皇后）。
- 6年：熹平石経が完成。
- 7年：
  - 2月：黄巾の乱が起こる。
  - 3月：党人の禁錮を解く。盧植・皇甫嵩を黄巾賊討伐に派遣。
  - 11月：黄巾の乱を一旦鎮圧。
  - 12月：中平元年を改元。

## 西暦・干支との対照表
| 光和 | 元年  | 2年   | 3年   | 4年   | 5年   | 6年   | 7年   |
| 西暦 | 178年 | 179年 | 180年 | 181年 | 182年 | 183年 | 184年 |
| 干支 | 戊午  | 己未  | 庚申  | 辛酉  | 壬戌  | 癸亥  | 甲子  |